# 제55회 백상예술대상
제55회 백상예술대상은 2019년 5월 1일에 열린 시상식이다.

## 수상 및 후보

### 영화 대상
- 증인 - 정우성 수상

### 영화 작품상
- 공작 - 윤종빈 수상
- 미쓰백 - 이지원
- 버닝 - 이창동
- 사바하 - 장재현
- 암수살인 - 김태균

### 영화 감독상
- 스윙키즈 - 강형철 수상
- 공작 - 윤종빈
- 버닝 - 이창동
- 독전 - 이해영
- 사바하 - 장재현

### 영화 시나리오상
- 암수살인 - 곽경택, 김태균 수상
- 공작 - 권성휘, 윤종빈
- 증인 - 문지원
- 극한직업 - 문충일, 배세영, 이병헌, 허다중
- 미쓰백 - 이지원

### 영화 예술상
- 버닝(촬영) - 홍경표 수상
- 스윙키즈(음악) - 김준석
- 공작(미술) - 박일현
- 독전(편집) - 양진모
- 신과함께-인과 연(VFX) - 진종현

### 영화 신인감독상
- 미쓰백 - 이지원 수상
- 죄 많은 소녀 - 김의석
- 살아남은 아이 - 신동석
- 너의 결혼식 - 이석근

### 영화 남자최우수연기상
- 공작 - 이성민 수상
- 극한직업 - 류승룡
- 버닝 - 유아인
- 증인 - 정우성
- 암수살인 - 주지훈

### 영화 여자최우수연기상
- 미쓰백 - 한지민 수상
- 항거:유관순 이야기 - 고아성
- 증인 - 김향기
- 국가부도의 날 - 김혜수
- 허스토리 - 김희애

### 영화 남자조연상
- 독전 - 김주혁 수상
- 독전 - 박해준
- 버닝 - 스티븐 연
- 마약왕 - 조우진
- 극한직업 - 진선규

### 영화 여자조연상
- 미쓰백 - 권소현 수상
- 증인 - 염혜란
- 극한직업 - 이하늬
- 마녀 - 조민수
- 독전 - 진서연

### 영화 남자신인연기상
- 너의 결혼식 - 김영광 수상
- 극한직업 - 공명
- 스윙키즈 - 김민호
- 안시성 - 남주혁
- 뺑반 - 손석구

### 영화 여자신인연기상
- 사바하 - 이재인 수상
- 마녀 - 김다미
- 독전 - 이주영
- 죄 많은 소녀 - 전여빈
- 버닝 - 전종서

### TV 대상
- 눈이 부시게 - 김혜자 수상

### TV 작품상(드라마)
- 나의 아저씨 - tvN 수상
- 눈이 부시게 - JTBC
- 미스터 션샤인 - tvN
- 붉은 달 푸른 해 - MBC
- SKY 캐슬 - JTBC

### TV 작품상(예능)
- 전지적 참견 시점 - MBC 수상
- 골목식당 - SBS
- 나 혼자 산다 - MBC
- 어서와 한국은 처음이지 - MBC 에브리원
- 코미디 빅리그 - tvN

### TV 작품상(교양)
- 저널리즘 토크쇼J - KBS 1TV 수상
- 거리의 만찬 - KBS 1TV
- 스포트라이트-5.18 비밀요원 - JTBC
- 서울올림픽 30주년 특집 다큐 88/18 - KBS 1TV
- PD 수첩-고 장자연 - MBC

### TV 연출상
- SKY 캐슬 - 조현탁 수상
- 눈이 부시게 - 김석윤
- 나의 아저씨 - 김원석
- 알함브라 궁전의 추억 - 안길호
- 미스터 션샤인 - 이응복

### TV 극본상
- 나의 아저씨 - 박해영 수상
- 눈이 부시게 - 김수진, 이남
- 미스터 션샤인 - 김은숙
- 붉은 달 푸른 해 - 도현정
- SKY 캐슬 - 유현미

### TV 예술상
- 알함브라 궁전의 추억(VFX) - 박성진 수상
- 미스터 션샤인(미술) - 김소연
- 문명의 기원 - 5원소(촬영) - 김용, 전준우
- SKY 캐슬(촬영) - 오재호
- 미스터 션샤인(VFX) - 이용섭

### TV 남자최우수연기상
- 미스터 션샤인 - 이병헌 수상
- 열혈사제 - 김남길
- 왕이 된 남자 - 여진구
- 나의 아저씨 - 이선균
- 알함브라 궁전의 추억 - 현빈

### TV 여자최우수연기상
- SKY 캐슬 - 염정아 수상
- SKY 캐슬 - 김서형
- 미스터 션샤인 - 김태리
- 눈이 부시게 - 김혜자
- 나의 아저씨 - 아이유

### TV 남자조연상
- SKY 캐슬 - 김병철 수상
- 왕이 된 남자 - 김상경
- 라이브 - 배성우
- 눈이 부시게 - 손호준
- 미스터 션샤인 - 유연석

### TV 여자조연상
- 눈이 부시게 - 이정은 수상
- 미스터 션샤인 - 김민정
- 나의 아저씨 - 오나라
- SKY 캐슬 - 윤세아
- 뷰티 인사이드 - 이다희

### TV 남자신인연기상
- 이리와 안아줘 - 장기용 수상
- 하나뿐인 내편 - 박성훈
- 알함브라 궁전의 추억 - 박훈
- 최고의 이혼 - 손석구
- 로맨스는 별책부록 - 위하준

### TV 여자신인연기상
- SKY 캐슬 - 김혜윤 수상
- 나의 아저씨 - 권나라
- 땐뽀걸즈 - 박세완
- 내일도 맑음 - 설인아
- 나쁜 형사 - 이설

### TV 남자예능상
- 나 혼자 산다 - 전현무 수상
- 맛있는 녀석들 - 문세윤
- 미운 우리 새끼 - 신동엽
- 집사부일체 - 양세형
- 전지적 참견 시점 - 유병재

### TV 여자예능상
- 전지적 참견 시점 - 이영자 수상
- 맛있는 녀석들 - 김민경
- 밥블레스유 - 김숙
- 나 혼자 산다 - 박나래
- 코미디 빅리그 - 장도연

### 젊은연극상
- 액트리스원: 국민로봇배우 1호 - 성수연 수상
- 타즈매니아 타이거 - 구자혜
- 공주들 - 김수정
- 비평가 - 김신록
- 줄리엣과 줄리엣 - 이기쁨

### 인기상
- 나의 아저씨 - 아이유 수상
- 백일의 낭군님 - 도경수 수상

### 바자 아이콘상
- 김혜수 수상